# 갑지
|                                           |
| 미국의 재산법                             |
| 미국법 시리즈                             |
| 재산 획득                                 |
| 증여 · 취득시효 · 채권양도                |
| 유실물                                    |
| 처분 · 위탁 · 허가                        |
| 재산권                                    |
| 완전 사유권 · 단순부동산권 · 한사부동산권 |
| 생애부동산권 · 조건부 부동산권            |
| 미래권리 · 부동산 공동소유                |
| 부동산임차권 · 연립주택                   |
| 토지권리의 양도 증서                      |
| 선의의 취득자 · 권원등기제도              |
| 양도증서에 의한 금반언 · 권리 포기서      |
| 임대차 · 형평법상 재산권의 이전           |
| 소유권부담제거소송 · 국가귀속             |
| 미래사용 제한                             |
| 양도제한                                  |
| 영구구속금지의 원칙                       |
| 쉘리사건의 원칙                           |
| 상속권원우선원칙                          |
| 비소유 토지권                             |
| 지역권 · 이익                             |
| 토지와 함께 이전하는 약관                 |
| 에퀴티상의 지역권                         |
| 관련 주제                                 |
| 부착물 · 훼손 · 분할                      |
| 용수권                                    |
| 측면‧지하지지권                           |
| 네모닷                                    |
| 미국법의 다른 영역                        |
| 계약법 · 불법행위법                       |
| 유언신탁법                                |
| 형법 · 증거법                             |

갑지(甲地, 블랙에이커, blackacre)란 미국 로스쿨의 재산법 강의에서 종종 사용되는 가상의 부동산의 필지를 말한다. 을지, 병지 등은 Whiteacre, Greenacre등의 순으로 나간다.

## 예
"당사자 A가 甲지(Blackacre)의 소유자라고 주장하는 당사자 A와 당사자 B 간의 계약이 해당 주장을 사실로 만들지는 못합니다. 예컨대, 법원은 당사자 A와 당사자 B 간의 거래가 사실은 담보부 대부 (거래)이고 따라서 당사자 B는 甲지(Blackacre)를 소유하지 못하며 단지 甲지(Blackacre)에 대해 저당권만을 갖고 있다고 결정할 수 있습니다."

## 같이 보기
- 을지(乙地)

## 참고 문헌
- 임홍근, 이태희, 법률영어사전, 법문사. 2007.

1. ↑  일반조항에서도 기타 부분에 대해